# Литвиненко Андрій Миколайович
Литвиненко Андрій Миколайович (нар. 17 січня 1965[джерело не вказане 1449 днів], м. Харків[джерело не вказане 1449 днів], УРСР) — заслужений тренер України, суддя національної категорії, кандидат наук з фізичного виховання та спорту, доцент кафедри фізичного виховання та спорту Харківського національного університету радіоелектроніки, президент Харківської обласної федерації хортингу, перший віцепрезидент Харківської обласної федерації бойового хортингу, член Президії Всеукраїнської громадської організації «Українська федерація хортингу».

## Біографія
Андрій Литвиненко народився 17 січня 1965 року у Харкові.
Він закінчив Харківський національний педагогічний університет імені Григорія Сковороди.
Викладав фізичну культуру у загальноосвітній школі 58.
З 2002 року працює у Харківському національному університеті радіоелектроніки.
2011 року під керівництвом В. С. Ашаніна ним була захищена кандидатська дисертація.
2015 року відзначено як «Кращий тренер 2015 року» з не олімпійських видів спорту.
2020 — дипломант XXII обласного конкурсу «Вища школа Харківщини – кращі імена».

## Наукова діяльність і творчий доробок
Має публікації у високорейтингових[яких?] журналах, є членом редколегії журналу «Теорія і методика хортингу», автором посібників, монографії.
Андрій Литвиненко підготував 27 чемпіонів[відсутнє в джерелі] та призерів чемпіонатів світу[відсутнє в джерелі] і Європи[відсутнє в джерелі], 2 заслужених майстрів спорту України[відсутнє в джерелі][відсутнє в джерелі], 4 майстра спорту України міжнародного класу[джерело не вказане 1449 днів], 18 майстрів спорту України[джерело не вказане 1449 днів]. 
Він є автором таких публікацій: 
- Литвиненко А. М. Методика спортивної підготовки національного виду спорту — хортингу в фізичному вихованні студентів: навч. посіб. / А. М. Литвиненко ; М-во освіти і науки України, Харків. нац. ун-т радіоелектроніки. — Харків: ХНУРЕ, 2021. — 104 с.
- Литвиненко А. М. Аналіз особливостей техніко-тактичного арсеналу спортсменів різної кваліфікації в хортингу / А. М. Литвиненко // Теорія і методика хортингу. — 2015. — Вип. 4. — С. 198—203.
- Литвиненко А. Н. Синергетический подход к построению и коррекции тренировочной деятельности в карате-до: [моногр.] / А. Н. Литвиненко. — Харьков: СМИТ, 2010. — 108 с.
- Литвиненко А. М. Методика вдосконалення силових якостей в Окінавському Годзю-рю карате-до: навч. посіб. / А. М. Литвиненко. — Х.: Компанія СМІТ, 2007.
- Литвиненко А. М. Вдосконалення силових якостей спортсменів у хортингу / А. М. Литвиненко // Теорія і методика хортингу: зб. наук. праць. — К. : Паливода А. В. 2016. — Вип. 6. — С. 132—137.
- Литвиненко А. М. Результативність застосування технічних дій у змаганнях із хортингу в розділі «Двобій» / А. М. Литвиненко // Теорія і методика хортингу: зб. наук. праць. — К. : Паливода А. В. 2017. — Вип. 7. — С. 132—138.
- Литвиненко, А. М. Кікбоксинг ВТКА : навч. програма для дитячо-юнацьких спортивних шкіл — Харків : Компанія СМІТ, 2016[18].